# Santa Maria (Castiglione delle Stiviere)
Santa Maria è una località del comune di Castiglione delle Stiviere, in provincia di Mantova.

## Storia
I primi insediamenti in località Santa Maria sono fatti risalire ad civiltà pre-romane, qui furono ritrovati all’inizio Novecento dei resti di una necropoli etrusca ed una stanza voltata ipogea ad uso domestico o ad uso bagno nei pressi del Convento di Santa Maria.

## Monumenti e luoghi di interesse
Immersa tra le colline, di particolare interesse è il Convento di Santa Maria, del XVI secolo.
Fu eretto nel 1496 da padre Girolamo Redini, fondatore della "Congregazione dei Padri Eremiti di S. Maria di Gonzaga e rimaneggiato nei primi anni del Cinquecento dal marchese Luigi Gonzaga, nonno di San Luigi, che lo donò ai Frati Minori di San Francesco, detti "Zoccolanti".
Nel 1584 vi si ritirò Luigi Gonzaga in preghiera. Sconsacrato nel 1798 subì negli anni seguenti danni molto ingenti che portarono alla demolizione di una parte dell'edificio e della chiesa. Durante recenti scavi di sistemazione sono stati rinvenuti i preziosi resti di una villa romana.
Il muro perimetrale del convento è stato danneggiato il 25 luglio 2022 per colpa di un violento nubifragio.